# جبريل فالشر
جبريل فالشر (بالإنجليزية: Gabriel Fulcher)‏ هو لاعب اتحاد الرغبي بريطاني، ولد في 27 نوفمبر 1969 في ألدرشوت في المملكة المتحدة.

## وصلات خارجية
- جبريل فالشر على موقع دوري الرغبي الممتاز (الإنجليزية)
- جبريل فالشر عل موقع إسبنسكروم (الإنجليزية)
- جبريل فالشر على موقع ItsRugby.co.uk (الإنجليزية)